# Мао Вэньлун
Мао Вэньлун, второе имя —  Чжэннань (毛文龍; 10 февраля 1576 — 24 июля 1629) — китайский военачальник династии Мин. Он наиболее известен тем, что командовал войсками Мин в морских сражениях против сил маньчжурской династии Цин в Жёлтом море во время завоевания Цин пограничных минских провинций. Он также был известен своими выдающимися достижениями в артиллерийской войне и успешным внедрением тактики западного образца в китайскую армию.

## Ранняя жизнь
Мао родился 10 февраля 1576 года в Ханчжоу. В юности он увлекался спортом и добился известности как наездник и лучник. Он присоединился к армии Мин в северном Шаньхайгуане в 1605 году.

## Карьера
Мао иногда обвиняют во вторжении династии Поздней Цзинь в корейское королевство Чосон. Он был известен тем, что действовал против династии Поздняя Цзинь, используя базы династии Чосон, союзника Мин в то время. Когда силы Поздней Цзинь организовали карательную экспедицию в Чосон, Мао Вэньлун приказал всем силам Мин отступить. Это возмутило многих пекинских торговцев, которые ранее торговали с Корейским полуостровом.
Мао Вэньлун никогда не осмеливался втягивать в войну крупные города Поздней Цзинь, даже когда это имело стратегическое преимущество. Таким образом, Мао смог использовать влияние многих влиятельных чиновников Мин против Юань Чунхуаня (1584—1630), такого же военачальника Мин.
Мао Вэньлун занимался широкомасштабной контрабандой, используя морскую пехоту Мин, внося большой вклад в быстро развивающуюся экономику северного Китая. В конце концов он был пойман за контрабанду и казнен Юань Чунхуанем, коллегой-военным командиром, которому последний император династии Мин вручил императорский меч абсолютной власти. Считается, что смерть Мао Вэньлуна отчасти привела к экономическому спаду в династии Мин.